# Blestemul lui Tutankhamon
Cu expresia „Blestemul lui Tutankhamon” sau „Blestemul Faraonului” (episod din Tutenstein) se indică o presupusă „moria” (blestem care vine de dincolo de mormânt) care i-a ajuns înainte de timp și pe neașteptate, pe toți aceia care „au profanat” mormântul și sarcofagele faraonilor: mai precis pe toți cei care au participat la căutarea și la descoperirea mormântului Faraonului Tutankhamon, mormânt găsit în Valea Regilor (în Egipt) și catalogat de arheologi cu sigla KV62. Descoperirea a avut loc în anul 1922, sub conducerea arheologului egiptolog Howard Carter "sponzorizat" de bogatul nobil englez, Lordul Carnarvon. De altfel și această întreprindere a lor este cunoscută cu numele de „Carter-Carnavon”. 

## Bibliografia

### Cu privire la Tutankhamon
- Carter, Howard - Tutankhamon - Garzanti
- Cimmino, Franco - Tutankhamon - Rusconi
- El Mahdy, Christine - Tutankhamon - Sperling & Kupfer
- Hoving, Thomas - Tutankhamon - Mondadori
- James, Henry + De Luca, Antonio - Tutankhamon - White Star
- Noblecourt, Christiane Desroches - Tutankhamon - Silvana Editrice
- Vandenberg, Philipp - Tutankhamon, il faraone dimenticato - Sugar
- Brier, Bob - L'omicidio di Tutankhamon - Corbaccio
- AAVV - Gli artisti del faraone - Deir el-Medina e le Valli dei Re e delle Regine - Electa
- Moschetti, Elio - Horemhab, talento, fortuna e saggezza di un re - Ananke

### Asupra "Văii Regilor " și a descoperirii mormântului KV62
- AAVV - La Valle dei Re - White Star
- Leblanc, Christiane + Siliotti, Alberto - Nefertari e la Valle delle Regine - Giunti
- Jacq, Christian - La Valle dei Re - Mondadori
- Bongioanni, Alessandro - Luxor e la Valle dei Re - White Star
- Siliotti, Alberto - Guida alla Valle dei Re, ai templi e alle necropoli tebane - White Star
- Reeves, Nicholas - The complete Valley of the Kings (in inglese) - Thames & Hudson
- Reeves, Nicholas - The complete Tutankhamun (in inglese) - Thames & Hudson
- Weeks, Kent R. - La tomba perduta, il sepolcro dei 50 figli di Ramses II - Piemme
- The Discovery of the Tomb of Tutankhamen di Howard Carter, Arthur C. Mace, 1923, ristampa 1977, Publisher: Dover Publications ISBN 0-486-23500-9, (Barnes & Noble Sales Rank: 196,737, una dintre cele mai citite cărți din lume asupra Faraonului Tutankhamon) 334 pg.
- Tutankhamen di Howard Carter (traducerea italiană a cărții lui Carter căreia i s-au adăugat celelalte două volume pubblicate succesiv) prima ediție italiană publicată în octombrie 1973, republicată de mai multe ori de editura Garzanti, care a publicat și "The Tomb of Tutankhamon" de Phyllis J.Walker, 1954, ISBN 88-11-67661-4.